# ايفون جولاجونج كولي
ايفون جولاجونج كولي (بالإنجليزية: Evonne Goolagong Cawley)‏ مواليد 31 يوليو 1951 في نيوساوث ويلز، أستراليا، هي لاعبة كرة مضرب أسترالية سابقة وكانت تلعب باليد اليمنى. سبق أن كانت المصنفة الأولى عالمياً. كما أنها إحدى بطلات الجراند سلام.

## بطولات حققتها
- دورة رولان غاروس الدولية
- بطولة ويمبلدون
- بطولة أستراليا المفتوحة للتنس

## روابط خارجية
- ايفون جولاجونج كولي على موقع IMDb (الإنجليزية)
- ايفون جولاجونج كولي على موقع الموسوعة البريطانية (الإنجليزية)
- ايفون جولاجونج كولي على موقع إن إن دي بي (الإنجليزية)
- ايفون جولاجونج كولي على موقع قاعدة بيانات الفيلم (الإنجليزية)
- ايفون جولاجونج كولي على موقع رابطة محترفات التنس (الإنجليزية)
- ايفون جولاجونج كولي على موقع الاتحاد الدولي لكرة المضرب (الإنجليزية)
- ايفون جولاجونج كولي على موقع كأس بيلي جين كينغ (الإنجليزية)
- ايفون جولاجونج كولي على موقع قاعة مشاهير كرة المضرب الدولية (الإنجليزية)
- ايفون جولاجونج كولي على موقع اتحاد التنس الأسترالي (الإنجليزية)
- ايفون جولاجونج كولي على موقع خلاصة التنس.كوم (الإنجليزية)
- ايفون جولاجونج كولي على موقع قاعة أستراليا للمشاهير الرياضية (الإنجليزية)